# Andrzej Sołtan

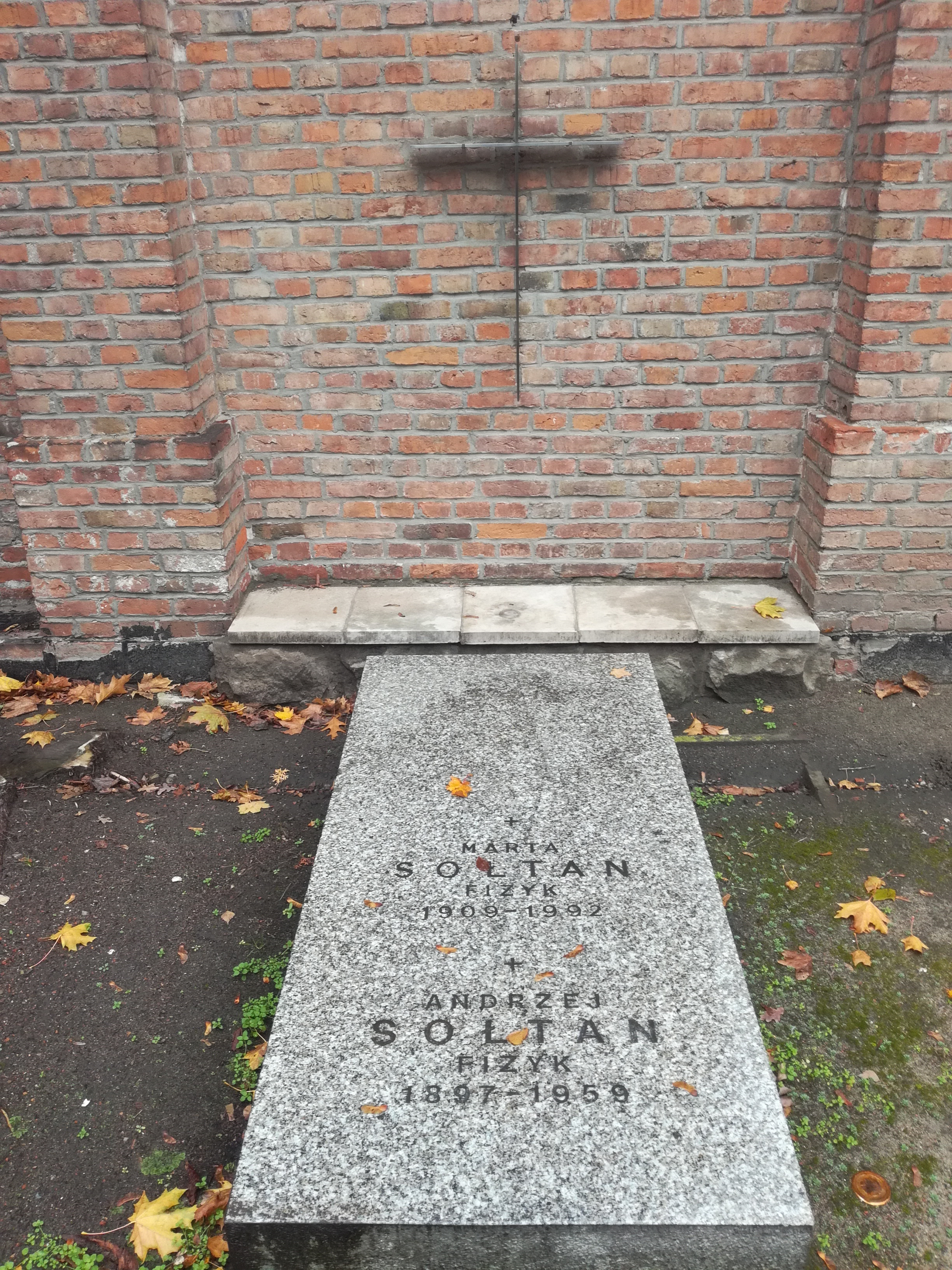
Grób Andrzeja Sołtana na Starych Powązkach w Warszawie

Andrzej Maria Antoni Stanisław Sołtan (ur. 25 października 1897 w Warszawie, zm. 10 grudnia 1959 tamże) – polski fizyk jądrowy, profesor.

## Życiorys
Pochodził ze starej rodziny szlacheckiej, był synem Wiktora Władysława, inżyniera kolejnictwa i właściciela majątku, oraz Amelii Marii z domu Weyssenhoff, siostry pisarza Józefa Weyssenhoffa. W czasie I wojny światowej, po ukończeniu Gimnazjum im. św. Stanisława Kostki, przebywał w Petersburgu, gdzie wstąpił do Korpusu Paziów, ekskluzywnej szkoły wojskowej w Petersburgu, unikając w ten sposób powołania do armii carskiej i wysłania na front. 
Po wojnie wrócił do Warszawy, gdzie w 1926 ukończył studia na Uniwersytecie Warszawskim uzyskując stopień doktora w zakresie fizyki za pracę o widmie emisyjnym wodorku rtęci. W 1933 otrzymał stypendium Fundacji Rockefellera i spędził rok w laboratorium Kellogga w California Institute of Technology w Pasadenie, gdzie zetknął się z fizyką jądrową. Zajmował się m.in. spektrometrią jądrową i budową akceleratorów, często samodzielnie budował te urządzenia. W 1933 wraz z H.R. Cranem i C. Lauritsenem po raz pierwszy na świecie uzyskał strumień neutronów poprzez bombardowanie lekkich pierwiastków przyspieszonymi jonami helu i deuteronami.
Po wojnie zamieszkał w Łodzi, gdzie w 1945 został powołany na stanowisko kierownika Katedry Fizyki Wydziału Elektrycznego Politechniki Łódzkiej. W 1947 otrzymał nominację na profesora fizyki doświadczalnej Uniwersytetu Warszawskiego, ale do 1953 utrzymywał stały kontakt z Politechniką Łódzką. W 1952 został członkiem Polskiej Akademii Nauk. W latach 1952–1955 był prezesem Polskiego Towarzystwa Fizycznego. W 1955 został założycielem i pierwszym dyrektorem Instytutu Badań Jądrowych (z którego później wydzielono Instytut Problemów Jądrowych im. Andrzeja Sołtana) i oraz współzałożycielem Zjednoczonego Instytutu Badań Jądrowych w Dubnej i członkiem jego rady Naukowej. 
Zmarł w Warszawie, pochowany na cmentarzu Powązkowskim (Aleja Zasłużonych-1-106).

## Działalność naukowa
Był autorem lub współautorem ponad 70 publikacji. Na XXXV Zjeździe Fizyków Polskich w Białymstoku (1999) prof. Andrzej Kajetan Wróblewski w referacie Fizyka w Polsce wczoraj, dziś i jutro zaklasyfikował Andrzeja Sołtana do grona ok. 20 najwybitniejszych polskich fizyków XX w.

## Ordery i odznaczenia
- Order Sztandaru Pracy I klasy (pośmiertnie, 1959)[5]
- Krzyż Kawalerski Orderu Odrodzenia Polski (28 września 1954)[6]
- Medal 10-lecia Polski Ludowej (19 stycznia 1955)[7]

## Inne informacje
Materiały archiwalne Andrzeja Sołtana znajdują się w PAN Archiwum w Warszawie pod sygnaturą III-96.

## Upamiętnienie
Na jego cześć akceleratorowi, nad którym pracował, nadano imię „Andrzej”.
Imieniem Andrzeja Sołtana nazwano ulicę w warszawskiej dzielnicy Bemowo, największe audytorium na Politechnice Łódzkiej, a także Instytut Badań Jądrowych (później Instytut Problemów Jądrowych) oraz prowadzącą do niego ulicę w Świerku (52°07′43″N 21°20′19″E/52,128611 21,338611).